# Медаль «За охрану национальных памятников»
Медаль «За охрану национальных памятников» (пол. Medal Opiekuna Miejsc Pamięci Narodowej) — награда Польши, учреждённая Комитетом по охране национальных памятников (польск. Rada Ochrony Pomnikow Walki i Meczenstwa) 15 июля 1976 года для награждения общественных организаций, общин и отдельных граждан за заслуги по охране и защите от вандализма национальных памятников и памятников архитектуры, памятников и мемориалов на местах исторических битв и сражений, других объектов, представляющих интерес в изучении истории государства.
Имеет II степени:
- I степень — Золотая медаль «За охрану национальных памятников» (польск. Złoty Medal Opiekuna Miejsc Pamięci Narodowej)
- II степень — Серебряная медаль «За охрану национальных памятников» (польск. Srebrny Medal Opiekuna Miejsc Pamięci Narodowej

## Положение
Награждение медалью производилось председателем Комитета по охране национальных памятников по собственной инициативе или по представлению Президиума Комитета, генерального секретаря Комитета, воеводских комитетов по охране национальных памятников, польских дипломатических учреждений (если это касалось иностранных граждан или организаций). Награждение медалью подтверждалось документом о награждении, вручаемым вместе с медалью.
1 августа 2016 года Комитет по охране национальных памятников упразднён, а его компетенция перешла к Министерству культуры и национального наследия Польши и Институту Национальной памяти.

## Описание

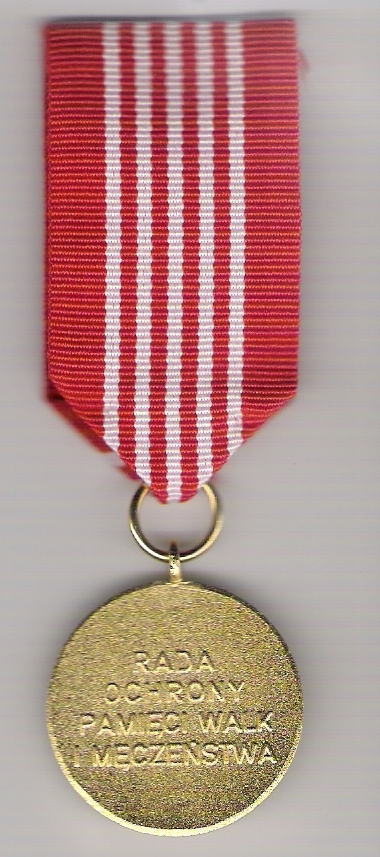
Оборотная сторона золотой медали

Медаль «За охрану национальных памятников» круглая диаметром 32 мм. Изготавливалась из позолоченного и посеребренного металла.
На лицевой стороне медали четыре грани, пересекающиеся в центре, образуют равносторонний рыцарский крест. Вертикальные плечи креста прикрыты эмблемой Комитета по охране национальных памятников. Эмблема Комитета представляет собой трапециевидный обелиск, покрытый эмалью чёрного цвета. В верхней части обелиска изображены два меча, расположенные вертикально и направленные своими остриями вниз. В нижней части обелиска изображена чаша с Вечным огнем. Три языка пламени покрыты эмалью красного цвета. По контуру обелиск окантован пояском.
На оборотной стороне медали в её центральной части надпись в четыре строки: «RADA / OCHRONY / PAMIECI WALK / I MECZENSTWA» (до 1988 года надпись состояла из шести строк: «RADA / OCHRONY / POMNIKOW / WALKI / I MECZEN- / STWA»).
У золотой медали все элементы, свободные от эмали, позолоченные, у серебряной медали — посеребренные.
Изображения и надписи на медали выпуклые рельефные.
В верхней части медали имеется ушко с кольцом для крепления к ленте.
Лента медали «За охрану национальных памятников» шелковая муаровая красного цвета с пятью узкими продольными полосками белого цвета посредине. Ширина ленты 33 мм. Ширина полосок 2,2 мм. Расстояние между полосками 2,2 мм.

Медаль носится на левой стороне груди после орденов и государственных наград.